# Мутилић
Мутилић је насељено мјесто у Лици. Припада општини Удбина, Личко-сењска жупанија, Република Хрватска.

## Географија
Са сјеверне стране насеља налази се брдо Корија, са источне Иванов врх, са југоисточне Бабина Главица и Косовчев врх, са јужне стране је продужетак Мутилићког поља до села Комића и са западне стране налази се брдо Станић. Мутилић је од Удбине удаљен око 5 км, а од Грачаца око 30 км.

## Историја
У месту је 1847. године записано 1646 православних Срба. Са временом број житеља опада, па их 1867. године има 1506 душа.
Мутилић се од распада Југославије до августа 1995. године налазио у Републици Српској Крајини. До територијалне реорганизације у Хрватској насеље се налазило у саставу бивше велике општине Кореница.

## Култура
У Мутилићу је сједиште истоимене парохије Српске православне цркве. Парохија Мутилић припада Архијерејском намјесништву личком у саставу Епархије Горњокарловачке. У Мутилићу је постојао храм Српске православне цркве Преображења Господњег саграђен 1745. године, а спаљен у Другом свјетском рату од стране усташа. Парохију сачињавају: Мутилић, Удбина, Ребић, Чојлук, Ондић, Клапавице, Пољице и Курјак.

## Становништво
Према попису из 1991. године, насеље Мутилић је имало 84 становника, међу којима је било 79 Срба, 1 Хрват и 1 Југословен. Према попису становништва из 2001. године, Мутилић је имао 16 становника. Мутилић је према попису из 2011. године имао 38 становника.
| Националност       | 1991. |
| Срби               | 79    |
| Југословени        | 1     |
| Хрвати             | 1     |
| остали и непознато | 3     |
| Укупно             | 84    |

| Демографија | Демографија | Демографија |
| Година      | Становника  | Становника  |
| ----------- | ----------- | ----------- |
| 1961.       | 183         |             |
| 1971.       | 132         |             |
| 1981.       | 118         |             |
| 1991.       | 84          |             |
| 2001.       | 16          |             |
| 2011.       |             | 38          |

## Познате личности
- Гојко Ајдуковић, лични љекар Јосипа Броза Тита